# Edivere
Edivere is een plaats in de Estlandse gemeente Alutaguse (Estisch: Alutaguse vald), provincie Ida-Virumaa. De plaats heeft de status van dorp (Estisch: küla). Edivere ligt aan de Tugimaantee 32, tussen Illuka en Kuremäe. De Duitse naam was Eddifer.
Tot in oktober 2017 hoorde Edivere bij de gemeente Illuka. In die maand werd Illuka bij de fusiegemeente Alutaguse gevoegd.

## Bevolking
Het dorp had 28 inwoners op 31 december 2011 en 23 inwoners op 31 december 2021.

## Burchtheuvel
In de omgeving van Edivere ligt in een bos een heuvel van 20 meter hoog, waarvan archeologen vermoeden dat hij ooit een burchtheuvel (Estisch: linnamägi) was. Een bewijs daarvoor is echter nooit gevonden.